# Zastupitelstvo Pardubického kraje
Zastupitelstvo Pardubického kraje je zastupitelstvem kraje, ve kterém dle zákona o krajích (č. 129/2000 Sb.) zasedá 45 zastupitelů. Volební období zastupitelstva je čtyřleté. Zastupitelstvo se schází podle potřeby, minimálně však jednou za tři měsíce. Zastupitelstvo volí devítičlennou krajskou radu.

## Současná rada Pardubického kraje
| Portfej              | Člen rady        | Strana    | Kompetence                                  |
| -------------------- | ---------------- | --------- | ------------------------------------------- |
| Hejtman              | Martin Netolický | nestraník | finance a hospodaření kraje                 |
| 1. náměstek hejtmana | Dušan Salfický   | ANO       | investice, sport a volnočasové aktivity     |
| Náměstek hejtmana    | Pavel Šotola     | KDU-ČSL   | sociální péče a neziskový sektor            |
| Náměstek hejtmana    | Ladislav Valtr   | ODS       | doprava a dopravní obslužnost               |
| Náměstek hejtmana    | Pavel Štefka     | ANO       | zdravotnictví                               |
| Člen rady            | Josef Kozel      | SproK     | školství                                    |
| Člen rady            | Miroslav Krčil   | SproK     | venkov, zemědělství a životní prostředí     |
| Člen rady            | Roman Línek      | KDU-ČSL   | regionální rozvoj, evropské fondy a kultura |
| Členka rady          | Petra Šimečková  | ODS       | majetek a cestovní ruch                     |

## Složení zastupitelstva 2020–2024
Po volbách utvořily koalici ČSSD, koalice ODS a TOP 09, Koalice pro Pardubický kraj a hnutí STAN. Úřad hejtmana obhájil Martin Netolický z ČSSD, která v průběhu volebního období změnila svůj název na SOCDEM.

### Výsledky voleb v roce 2020
| Získané hlasy     | Získané hlasy     | Získané hlasy | Získané hlasy | Získané hlasy |
| ----------------- | ----------------- | ------------- | ------------- | ------------- |
| strana            |                   |               |               | %             |
| ANO               | ANO               |               | 19,6          | 19,6          |
| ČSSD+SproK        | ČSSD+SproK        |               | 14,8          | 14,8          |
| ODS+TOP 09        | ODS+TOP 09        |               | 14,1          | 14,1          |
| KDU-ČSL+SNK ED+NK | KDU-ČSL+SNK ED+NK |               | 13,4          | 13,4          |
| Piráti            | Piráti            |               | 12,7          | 12,7          |
| STAN              | STAN              |               | 7,9           | 7,9           |

| Strana / koalice | Strana / koalice                   | Strana / koalice            | Hlasy  | Hlasy   | Hlasy  | Mandáty | Mandáty | Volební lídr               |
| Strana / koalice | Strana / koalice                   | Strana / koalice            | Počet  | %       | +/−    | Počet   | +/−     | Volební lídr               |
| ---------------- | ---------------------------------- | --------------------------- | ------ | ------- | ------ | ------- | ------- | -------------------------- |
|                  | ANO 2011                           | ANO 2011                    | 32 585 | 19,61 % | ▲ 0,4% | 11      | ▼ 1     | Martin Kolovratník (ANO)   |
|                  | 3PK – Pro prosperující kraj        | 3PK – Pro prosperující kraj | 24 529 | 14,76 % | ▼ 3,3% | 8       | ▼ 3     | Martin Netolický (ČSSD)    |
|                  | Česká strana sociálně demokratická | 5                           | 24 529 | 14,76 % | ▼ 3,3% | -6      |         | Martin Netolický (ČSSD)    |
|                  | Společně pro kraj                  | 3                           | 24 529 | 14,76 % | ▼ 3,3% | +3      |         | Martin Netolický (ČSSD)    |
|                  | ODS a TOP 09                       | ODS a TOP 09                | 23 434 | 14,10 % | ▲ 0,5% | 8       | ▲ 3     | Michal Kortyš (ODS)        |
|                  | Občanská demokratická strana       | 6                           | 23 434 | 14,10 % | ▲ 0,5% | +1      |         | Michal Kortyš (ODS)        |
|                  | TOP 09                             | 2                           | 23 434 | 14,10 % | ▲ 0,5% | +2      |         | Michal Kortyš (ODS)        |
|                  | Koalice pro Pardubický kraj        | Koalice pro Pardubický kraj | 22 280 | 13,41 % | ▼ 2,3% | 7       | ▼ 2     | Roman Línek (KDU-ČSL)      |
|                  | KDU-ČSL                            | 4                           | 22 280 | 13,41 % | ▼ 2,3% | -1      |         | Roman Línek (KDU-ČSL)      |
|                  | SNK Evropští demokraté             | 2                           | 22 280 | 13,41 % | ▼ 2,3% | -1      |         | Roman Línek (KDU-ČSL)      |
|                  | Nestraníci                         | 1                           | 22 280 | 13,41 % | ▼ 2,3% | 0       |         | Roman Línek (KDU-ČSL)      |
|                  | Česká pirátská strana              | Česká pirátská strana       | 21 074 | 12,68 % | nová   | 7       | ▲ 7     | Daniel Lebduška (Piráti)   |
|                  | Starostové a nezávislí             | Starostové a nezávislí      | 13 135 | 7,90 %  | ▲ 2,3% | 4       | ▲ 1     | Michaela Matoušková (STAN) |

### Rada kraje po volbách
- Martin Netolický, hejtman kraje
- Michal Kortyš, 1. náměstek hejtmana
- Roman Línek, náměstek hejtmana
- Michaela Matoušková, náměstkyně hejtmana
- Josef Kozel, člen rady
- Miroslav Krčil, člen rady
- Alexandr Krejčíř, členka rady
- Pavel Šotola, člen rady
- Ladislav Valtr, člen rady

## Složení zastupitelstva 2016–2020
Koalici v Radě kraje tvoří ČSSD, Koalice pro Pardubický kraj, ODS a STAN (dohromady 28 zastupitelů v zastupitelstvu). Hejtmanem Pardubického kraje se v tomto volebním období stal Martin Netolický, který kandidoval za ČSSD.

### Výsledky voleb v roce 2016
| # | Strany a koalice | Výsledek (procenta/PM)   | Trend | Volební lídr            |
| - | --- | ------------------------ | ----- | ----------------------- |
|   | ANO 2011 | 19,17 % / 12 zastupitelů | ▲+12  | Jan Řehounek (ANO)      |
|   | Česká strana sociálně demokratická                                                                                                | 18,01 % / 11 zastupitelů | ▼-1   | Martin Netolický (ČSSD) |
|   | Koalice pro Pardubický kraj - Křesťanská a demokratická unie – Československá strana lidová - SNK Evropští demokraté - Nestraníci | 15,69 % / 9 zastupitelů  | ▼-1   | Roman Línek (KDU-ČSL)   |
|   | Občanská demokratická strana | 8,99 % / 5 zastupitelů   | ▼-1   | Michal Kortyš (ODS)     |
|   | Komunistická strana Čech a Moravy                                                                                                 | 8,36 % / 5 zastupitelů   | ▼-6   | Jan Foldyna (KSČM)      |
|   | Starostové a nezávislí | 5,62 % / 3 zastupitelé   | ▲+3   | Hana Štěpánová (STAN)   |

### Rada kraje po volbách
- Martin Netolický, hejtman kraje
- Roman Línek, 1. náměstek hejtmana
- Michal Kortyš, náměstek hejtmana
- Bohumil Bernášek, člen rady
- Václav Kroutil, člen rady
- Pavel Šotola, člen rady
- Hana Štěpánová, členka rady
- Ladislav Valtr, člen rady
- René Živný, člen rady

## Složení zastupitelstva 2012–2016
Vítězní sociální demokraté vytvořili koaliční vládu s SPOZ a Koalicí pro Pardubický kraj. Hejtmanem se stal Martin Netolický z ČSSD. Volební účast byla 39 %. 

### Výsledky voleb v roce 2012
| # | Strany a koalice                                   | Výsledek (procenta/PM)   | Trend |
| - | -------------------------------------------------- | ------------------------ | ----- |
|   | Česká strana sociálně demokratická                 | 21,31 % / 12 zastupitelů | ▼-7   |
|   | Komunistická strana Čech a Moravy                  | 18,86 % / 11 zastupitelů | ▲+5   |
|   | Koalice pro Pardubický kraj (KDU-ČSL, SNK ED a NK) | 17,74 % / 10 zastupitelů | ▲+1   |
|   | Občanská demokratická strana                       | 10,9 % / 6 zastupitelů   | ▼-5   |
|   | TOP 09 s podporou STAN                             | 6,25 % / 3 zastupitelé   | ▲+3   |
|   | Strana Práv Občanů ZEMANOVCI                       | 5,31 % / 3 zastupitelé   | ▲+3   |

## Složení zastupitelstva 2008–2012
Po volbách tvořili radu kraje zástupci ČSSD společně s Koalicí pro Pardubický kraj. Hejtmanem se stal Radko Martínek z ČSSD. Volební účast byla 43 %.

### Výsledky voleb v roce 2008
| # | Strany a koalice                                   | Výsledek (procenta/PM)   | Trend |
| - | -------------------------------------------------- | ------------------------ | ----- |
|   | Česká strana sociálně demokratická                 | 35,73 % / 19 zastupitelů | ▲+13  |
|   | Občanská demokratická strana                       | 20,80 % / 11 zastupitelů | ▼-7   |
|   | Koalice pro Pardubický kraj (KDU-ČSL, SNK ED a NK) | 18,59 % / 9 zastupitelů  | ▼-3   |
|   | Komunistická strana Čech a Moravy                  | 13,00 % / 6 zastupitelů  | ▼-3   |

## Složení zastupitelstva 2004–2008
Vítězná ODS obnovila koalici z předchozího období s KDU-ČSL, a koalice tak pokračoval další volební období. Hejtmanem se stal Michal Rabas z ODS. V roce 2006 u něj byla diagnostikována rakovina, tak ho v době léčení zastupoval Roman Línek z KDU-ČSL. Po jeho smrti ho na pozici hejtmana nahradil Ivo Toman z ODS. Volební účast byla 33 %. 

### Výsledky voleb v roce 2004
| # | Strany a koalice                               | Výsledek (procenta/PM)   | Trend |
| - | ---------------------------------------------- | ------------------------ | ----- |
|   | Občanská demokratická strana                   | 34,45 % / 18 zastupitelů | ▲+6   |
|   | Koalice pro Pardubický kraj (KDU-ČSL a US-DEU) | 22,79 % / 12 zastupitelů | ▼-3   |
|   | Komunistická strana Čech a Moravy              | 17,34 % / 9 zastupitelů  | ±0    |
|   | Česká strana sociálně demokratická             | 13,22 % / 6 zastupitelů  | ▼-1   |

## Složení zastupitelstva 2000–2004
Vítězná Čtyřkoalice (KDU-ČSL, US, DEU, ODA) složila krajskou radu s druhou ODS. Hejtmanem se stal Roman Línek z KDU-ČSL. Volební účast byla 36 %.

### Výsledky voleb v roce 2000
| # | Strany a koalice                   | Výsledek (procenta/PM)   | Trend |
| - | ---------------------------------- | ------------------------ | ----- |
|   | Čtyřkoalice                        | 29,37 % / 15 zastupitelů | ▲+15  |
|   | Občanská demokratická strana       | 24,54 % / 12 zastupitelů | ▲+12  |
|   | Komunistická strana Čech a Moravy  | 17,46 % / 9 zastupitelů  | ▲+9   |
|   | Česká strana sociálně demokratická | 13,37 % / 7 zastupitelů  | ▲+7   |
|   | Sdružení pro Pardubický kraj (SOS) | 5,60 % / 2 zastupitelé   | ▲+2   |

## Volební historie

#### Volby 2000
| 9    | 7    | 2   | 5       | 1   | 2   | 7  | 12  |
| KSČM | ČSSD | SOS | KDU-ČSL | DEU | ODA | US | ODS |

#### Volby 2004
| 9    | 6    | 7       | 5      | 18  |
| KSČM | ČSSD | KDU-ČSL | US-DEU | ODS |

#### Volby 2008
| 6    | 19   | 2  | 2      | 5       | 11  |
| KSČM | ČSSD | NK | SNK ED | KDU-ČSL | ODS |

#### Volby 2012
| 11   | 3    | 12   | 1  | 2    | 4      | 5       | 1      | 6   |
| KSČM | SPOZ | ČSSD | NK | STAN | SNK ED | KDU-ČSL | TOP 09 | ODS |

#### Volby 2016
| 5    | 11   | 12  | 1  | 3    | 3      | 5       | 5   |
| KSČM | ČSSD | ANO | NK | STAN | SNK ED | KDU-ČSL | ODS |

#### Volby 2020
| 5    | 11  | 7      | 3     | 1  | 4    | 2      | 4       | 2      | 6   |
| ČSSD | ANO | Piráti | SproK | NK | STAN | SNK ED | KDU-ČSL | TOP 09 | ODS |